# Casnovia
Casnovia è un villaggio degli Stati Uniti d'America, situato nello Stato del Michigan, diviso tra la contea di Kent e la contea di Muskegon.